# Овентон (Кентуккі)
Овентон (англ. Owenton) — місто (англ. city) в США, в окрузі Оуен штату Кентуккі. Населення — 1682 особи (2020).

## Географія
Овентон розташований за координатами 38°32′0″ пн. ш. 84°50′33″ зх. д. / 38.53333° пн. ш. 84.84250° зх. д. (38.533419, -84.842498).  За даними Бюро перепису населення США в 2010 році місто мало площу 2,85 км², з яких 2,84 км² — суходіл та 0,01 км² — водойми. В 2017 році площа становила 5,01 км², з яких 4,93 км² — суходіл та 0,08 км² — водойми.

## Демографія
Згідно з переписом 2010 року, у місті мешкало 1327 осіб у 587 домогосподарствах у складі 341 родини. Густота населення становила 466 осіб/км².  Було 668 помешкань (235/км²).
Расовий склад населення:
| - 95,0 % — білих - 1,8 % — чорних або афроамериканців - 0,4 % — азіатів - 0,2 % — корінних американців |

До двох чи більше рас належало 2,0 %. Частка іспаномовних становила 1,1 % від усіх жителів.
За віковим діапазоном населення розподілялося таким чином: 25,5 % — особи молодші 18 років, 57,8 % — особи у віці 18—64 років, 16,7 % — особи у віці 65 років та старші. Медіана віку мешканця становила 35,8 року. На 100 осіб жіночої статі у місті припадало 81,5 чоловіків;  на 100 жінок у віці від 18 років та старших — 78,2 чоловіків також старших 18 років.
Середній дохід на одне домашнє господарство  становив 36 162 долари США (медіана — 27 500), а середній дохід на одну сім'ю — 43 918 доларів (медіана — 32 788). За межею бідності перебувало 24,7 % осіб, у тому числі 31,7 % дітей у віці до 18 років та 25,7 % осіб у віці 65 років та старших.
Цивільне працевлаштоване населення становило 658 осіб. Основні галузі зайнятості: виробництво — 28,4 %, освіта, охорона здоров'я та соціальна допомога — 16,1 %, мистецтво, розваги та відпочинок — 10,5 %, роздрібна торгівля — 9,4 %.